# Jacek Tomasz Stupnicki

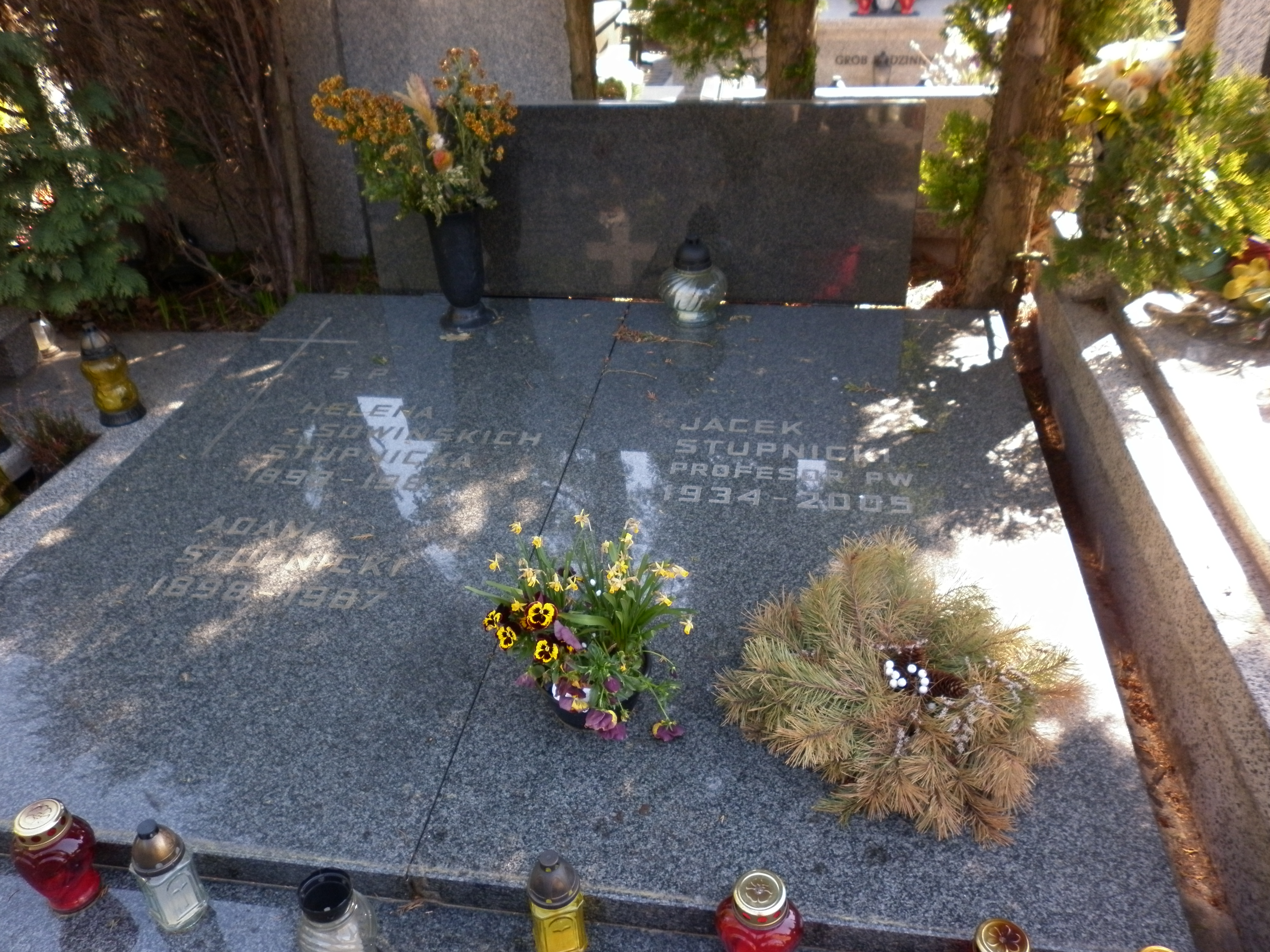
Grób uczonego na cmentarzu w Pyrach

Jacek Tomasz Stupnicki (ur. 21 grudnia 1934 w Krakowie, zm. 8 grudnia 2005 w Warszawie) – polski uczony, profesor nauk technicznych o specjalnościach mechanika kontaktu, metody eksperymentalne w budowie maszyn, podstawy konstrukcji maszyn, trybologia, wytrzymałość konstrukcji. Profesor zwyczajny Politechniki Warszawskiej, członek korespondent Polskiej Akademii Nauk.

## Życiorys
Urodził się 21 grudnia 1934 w Krakowie. W 1951 rozpoczął studia na Wydziale Lotniczym Politechniki Warszawskiej (PW). Pracował na PW od 1954, początkowo jako asystent w Zakładzie Wytrzymałości Materiałów (kierowanym przez Zbigniewa Brzoskę) na Wydziale Lotniczym. W 1964 obronił doktorat, po czym odbył roczny staż naukowy w Instytucie Budowy Okrętów w Trondheim (Norwegia). W 1973 otrzymał stopień doktora habilitowanego, a w 1983 tytuł naukowy profesora nauk technicznych. Był profesorem zwyczajnym na Wydziale Mechanicznym Energetyki i Lotnictwa (dawnym Wydziale Lotniczym) PW, w latach 1973–2005 (z przerwą 1987–1990) kierował Zakładem Podstaw Konstrukcji Instytutu Techniki Lotniczej i Mechaniki Stosowanej. W latach 1984–1987 pełnił funkcję dziekana Wydziału Mechanicznego Energetyki i Lotnictwa PW, 1984–2002 zasiadał w Senacie PW. Od 1998 był członkiem, a od 2003 przewodniczącym Rady Naukowej Centrum Laserowych Technologii Metali PAN i Politechniki Świętokrzyskiej w Kielcach. W 1998 został powołany na członka korespondenta PAN, wchodził w skład Komitetu Mechaniki PAN (przewodniczył Sekcji Mechaniki Eksperymentalnej) oraz Komitetu Budowy Maszyn PAN. Był również członkiem rzeczywistym Towarzystwa Naukowego Warszawskiego (od 1991).
Redaktor naczelny pisma Archive for Mechanical Engineering, wchodził w skład rady redakcyjnej m.in. Journal of Theoretical and Applied Mechanics (od 1989) i Österreichische Ingenieur und Architecten Zeitschrift (od 1998).
W pracy naukowej zajmował się budową i eksploatacją maszyn oraz mechaniką, w szczególności  mechaniką kontaktu, metodami eksperymentalnymi w budowie maszyn, podstawami konstrukcji maszyn, trybologią, wytrzymałością konstrukcji. Ogłosił (jako autor i współautor) ponad 160 publikacji, w tym 9 książek i monografii.
Jego żoną była Wanda Szemplińska-Stupnicka.
Zmarł 8 grudnia 2005 w Warszawie. Pochowany na Cmentarzu w Pyrach w Warszawie (kw. A, rząd 3, grób 3/4).

## Odznaczenia i wyróżnienia
Odznaczony Krzyżem Oficerskim i Krzyżem Kawalerskim Orderu Odrodzenia Polski oraz Medalem Komisji Edukacji Narodowej. W 2004 został wyróżniony Medalem Politechniki Warszawskiej.